# Margaret George

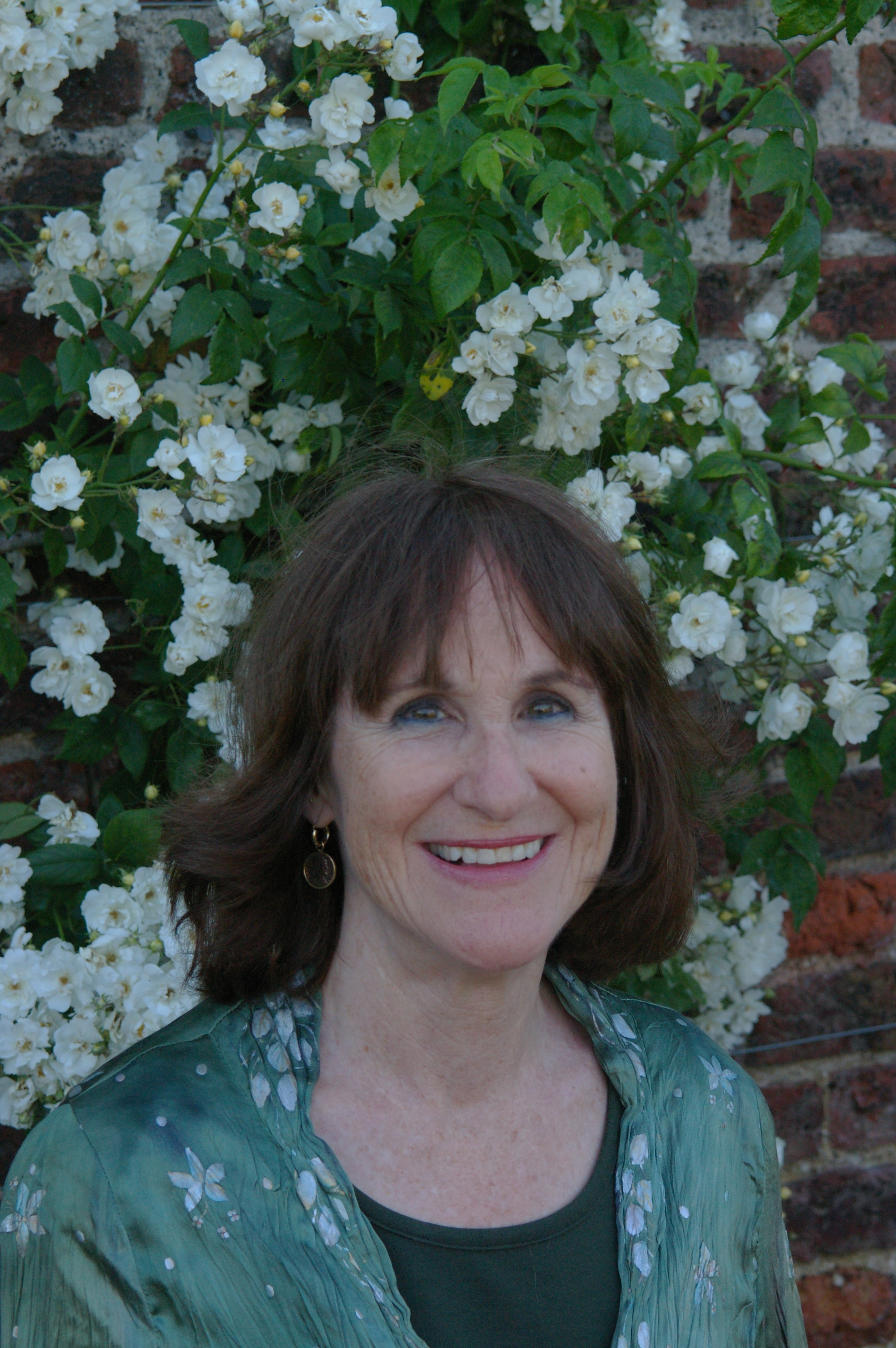
Margaret George

Margaret George (* 19. Januar 1943 in Nashville, Tennessee) ist eine US-amerikanische Schriftstellerin historischer Romane. Sie ist seit Kindertagen von fremden Kulturen fasziniert. Wenn ihre Recherchen sie nicht gerade in fremde Länder führen, lebt sie in Madison, Wisconsin. Bereits mit dem über 1.300 Seiten starken Erstling Henry VIII. (dt.: Ich, Heinrich VIII.) erzielte sie ihren Durchbruch als Autorin.

## Leben und Werk
Margaret Georges Familienstammbaum hat sowohl schottische als auch englische und irische Zweige. Einen dieser Zweige bilden Quäker, die Anfang des 18. Jahrhunderts nach Amerika kamen. Eine andere Seite der Familie ließ sich in Mississippi nieder. Margaret George wurde 1943 in Nashville, Tennessee, geboren. Ihr Vater stammte aus einer Stadt in der Nähe von Oxford, Mississippi, in der auch William Faulkner lebte. Beide Elternteile waren von der Literatur angetan, worunter sie gleichrangig die traditionellen südstaatlichen Balladen und Erzählungen rechneten. Der Beruf des Vaters als Diplomat brachte es mit sich, dass die Familie oft in andere Länder umzog.
Die Georges fuhren mit der vierjährigen Margaret auf einem Frachtschiff nach Taiwan. Zwei Jahre später zogen sie um nach Tel Aviv, von wo aus sie andere Orte des Nahen Osten bereisten. Anschließend führte der diplomatische Weg des Vaters sie nach Berlin und Bonn, um schließlich in Washington, D.C. zu landen. Dort besuchte Margaret George die High School.
Schon in den Tagen in Israel hatte sie – wenn ihr der Lesestoff ausgegangen war – kleinere Geschichten geschrieben. Ein Mitarbeiter des Verlages Grosset & Dunlap, der die von ihr eingereichten Pferdegeschichten begutachtete, meinte, sie hätte ein noch verstecktes Talent, müsse aber stark an ihrer Rechtschreibung arbeiten. Des Weiteren hielt sie in Israel Landschildkröten und entwickelte eine Affinität zu Tier- und Naturthemen. Beide Interessen mündeten später in ein Doppelstudium der Englischen Literatur und der Biologie an der Tufts University. Anschließend erhielt sie einen Magistra Artium (M.A.) in Ökologie von der Stanford University. In der Folge engagierte sie sich in verschiedenen Umwelt- und Tierschutzorganisationen. Beruflich führte sie die Kombination ihrer Fachkompetenzen für vier Jahre als wissenschaftliche Dokumentarin ans National Cancer Institute (innerhalb der National Institutes of Health) in Bethesda, Maryland.
Nach ihrer Heirat zog sie mit ihrem Mann nach St. Louis, Missouri, dann nach Uppsala in Schweden und schließlich nach Madison, Wisconsin, wo das Ehepaar nun seit mehr als dreißig Jahren lebt. Die erwachsene, verheiratete Tochter lebt in Washington, D.C.
Währenddessen schrieb Margaret weiter, wenn auch langsam und immer nur an einem Projekt gleichzeitig. In St. Louis hatte sie plötzlich die Idee, eine „Psychobiographie“ von Heinrich VIII. zu schreiben. Sie hatte so etwas noch nie gesehen, war aber überzeugt, dass der englische König Opfer bewusst schlechter Überlieferung war und sie seinen guten Namen retten sollte. Ihr wissenschaftlicher Hintergrund bedeutete, dass sie sich erst nach gründlicher Recherche der Literatur und der Wissenschaft über Heinrich VIII. mit dem Roman selbst befassen würde. Sie suchte die Anleitung eines Tudor-Historikers an der Washington University für eine Leseliste und verfolgte das Thema systematisch von da an weiter. Es lagen tatsächlich vierzehn Jahre zwischen ihrer ursprünglichen Idee und der Veröffentlichung, die den Zusatz „Autobiografie“ trägt, weil Heinrich sie selbst so hätte verfassen können. Das Buch machte aus mehreren Gründen Eindruck: Erstens, weil noch nie jemand einen Roman geschrieben hatte, der mit dem König sympathisierte, zweitens, weil es sein gesamtes Leben von vor der Geburt bis nach seinem Tod umfasste, und drittens, weil es so faktenreich war. Es ist nach wie vor das einzige Buch über sein gesamtes Leben und das einzige, das ihn differenziert darstellt. Es erlebte mehrere Auflagen.
Nach Henry VIII. schrieb sie 1986 Mary Queen of Scotland and the Isles (1992) und The Memoirs of Cleopatra (1997). Letzteres wurde 1999 zur Vorlage für eine vom Sender ABC produzierte Fernseh-Miniserie mit Timothy Dalton und Billy Zane in den Hauptrollen. Der Roman wurde in neunzehn Sprachen übersetzt, darunter Finnisch und Koreanisch. Mit der Verfilmung kam sie ihrem Kindheitstraum, Schauspielerin zu werden, nahe, denn sie durfte die Sets in Marokko und London besuchen und den Aufnahmen beiwohnen. Bei der Premiere im legendären Egyptian Theatre am Hollywood Boulevard lief sie mit den Filmstars über den roten Teppich. Dass sie letztlich Schriftstellerin und nicht Schauspielerin wurde, sieht sie positiv, denn sie kann, sagt sie, gleich mehrere Film-Berufe ausüben, indem sie alle Abläufe anweist, alle Rollen spielt und alle Schauplätze ausschmückt.
Maria Magdalena steht in Mary Called Magdalene im Mittelpunkt; dieses Werk wurde 2002 veröffentlicht. Als Kind in der Schule hatte sie an einem Projekt, das das Trojanische Pferd in Holz und in kleinerem Maßstab nachbaute, mitgearbeitet. 2006 porträtierte sie in Romanform Helena (Helen of Troy), die nach der griechischen Mythologie ursächlich für den Trojanischen Krieg gewesen ist. Im selben Jahr legte sie noch ein illustriertes Kinderbuch mit ihrer Haustierschildkröte, Lucille Lost, vor.
Was als Idee begann, hat sich zu einem Markenzeichen entwickelt: Sie wurde zu einer Biografin und Sprecherin derer, die von der offiziellen Geschichtsschreibung stigmatisiert wurden. Sie wählt ihre Figuren nach ihrem ureigensten Gefühl aus, Menschen, die sie in irgendeiner Weise ansprechen, und klammert unvoreingenommen die statischen allgemeinen Meinungen über sie aus. Das Nachempfinden dieser fremden Lebensgeschichten ist für George auch jedes Mal wie ein aufregendes anderes eigenes Leben aus sicherer Entfernung. Aufgrund der jahrelangen intensiven wissenschaftlichen Forschung muss sie sich jedoch auf Themen in der Antike oder im Großbritannien der Renaissance beschränken. Jedes Thema, das sie beschäftigt, lässt sie Orte erkunden und Personen treffen, zu denen sie sonst keinen Zugang hätte, und das bedeutet, dass jedes Buchvorhaben eine aufwändige Erkenntnissuche ist. Wie sehr dies von den Lesern geschätzt wird, zeigt, dass ihrer Romane regelmäßig in der New-York-Times-Bestsellerliste geführt werden. Zudem gehört George laut einer 2012 durchgeführten Umfrage unter mehr als 800 Lesern zu den zehn besten Autoren historischer Romane.

## Werke

### Romane
- Heinrich VIII., mein Leben. Roman. Mit Anmerkungen des Hofnarren Will Somers. Schneekluth, München 1989, ISBN 3-7951-1103-X. (Originaltitel: The Autobiography of Henry VIII. With Notes by His Fool, Will Somers, 1986)
- Maria Stuart. Der Roman ihres Lebens. Roman. Lübbe, Bergisch Gladbach 1993, ISBN 3-7857-0687-1. (Originaltitel: Mary Queen of Scotland and The Isles. A Novel, 1992)
- Kleopatra. Der Roman ihres Lebens. Roman. Mit Buchstabenarbeiten von Axel Bertram. Lübbe, Bergisch Gladbach 1998, ISBN 3-7857-0929-3. (Originaltitel: The Memoirs of Cleopatra, 1997)
- Maria Magdalena. Der Roman ihres Lebens. Roman. Lübbe, Bergisch Gladbach 2003, ISBN 3-7857-2125-0. (Originaltitel: Mary, Called Magdalene, 2002)
- Helena, genannt die Schöne. Mein Leben zwischen Sparta und Troya. Roman. Lübbe, Bergisch Gladbach 2007, ISBN 978-3-7857-2299-2. (Originaltitel: Helen of Troy, 2006)
- Elizabeth I. A Novel. Macmillan Publishers, New York 2011, ISBN 978-0-230-75581-9. (Nicht auf Deutsch erschienen.)
- The Confessions of Young Nero. Berkley Books, New York 2017, ISBN 978-0-451-47338-7. (Nicht auf Deutsch erschienen.)
- The Splendor Before the Dark. A Novel of the Emperor Nero (= Nero Series; 2). Berkley Books, New York 2018, ISBN 978-0-399-58462-6. (Nicht auf Deutsch erschienen.)

### Kinderbücher
- Lucille Lost. A True Adventure. Viking Juvenile, New York 2006, ISBN 0-670-06093-3. (Nicht auf Deutsch erschienen.)